# Leonora av Viseu
Leonora av Viseu, född 1458, död 1525, var en portugisisk drottning, gift med Johan II av Portugal.
Leonora var dotter till prins Fernando av Portugal, hertig av Viseu, och hans kusin Beatrice av Portugal. 
Hon gifte sig med Johan 1471. De hade vuxit upp tillsammans och var vänner. Hon grundade staden Caldas da Rainha, som fick sitt namn rainha, "drottning", efter henne. Hon gick inte med på makens plan att förklara hans illegitime son som tronarvinge framför hennes bror Manuel, utan vädjade till påven, som höll med henne, varpå hennes bror blev makens tronarvinge. 
Då maken dog och brodern blev monark 1495 blev Leonora tronarvinge, men eftersom hon var barnlös avstod hon sina anspråk till sin syster. År 1498 grundade hon välgörenhetsorganisationen Santa Casas da Misericórdia för fattiga, sjuka och föräldralösa. Hon grundade också sjukhusen Hospital de Todos os Santos och Rossio de Lisboa, som ansågs vara det dåtida Europas modernaste. Hon grundade 1509 klostret Madre de Deus.